# Phytodietus incognitus
Phytodietus incognitus är en stekelart som beskrevs av Valentina I. Tolkanitz 1973. Phytodietus incognitus ingår i släktet Phytodietus och familjen brokparasitsteklar. Inga underarter finns listade i Catalogue of Life.